# Движение множественного общества

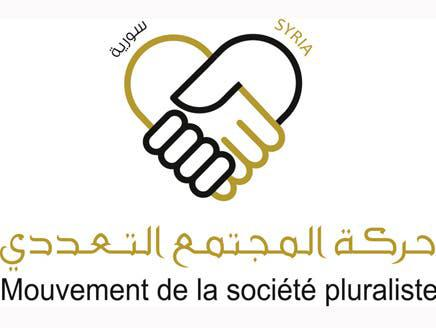

Движение плюралистического общества (араб. حركة المجتمع التعددي‎) — это политическая партия, возглавляемая сирийской политической деятельницей Рандой Кассис, целью которой является создание «свободной, демократической, светской Сирии», а также распространение демократического сознания и развитие правил мышления в отношении концепции свободы.

## Основание
10 октября 2012 года группа сирийских диссидентов в Париже во главе с сирийским политическим лидером Рандой Кассис запустила новое оппозиционное движение под названием сирийское Движение за плюралистическое общество целью которого является представление всех слоев сирийского общества в чтобы обеспечить успешный переходный этап после падения сирийского режима во главе с Башаром Асадом.

## Принципы

### Основные понятия
Движение от народа к народу и королю народа, движение состоит из единой организации, объединённой под руководством одного, и обязанности распределяются в соответствии с правилами и положениями движения.
Движение устанавливает концепцию коллективного лидерства, которую считает единственным методом лидерства в движении. Это достигается за счет участия точек зрения для принятия решений на всех организационных уровнях, где демократический централизм является основой для выполнения обязанностей.

### Публичная политика
Плюралистическое движение общества верит в социальный либерализм, особенно в индивидуальные свободы, такие как свобода убеждений, свобода мысли и свобода выражения. Всеобщая декларация прав человека, которой гордится Организация Объединённых Наций, и счит
ает, что признание другого является обязанностью, а не только правом другого, что (движение) первая политическая организация — интеллектуальная — социальная поднимает уровень концепции признания другого уровня бытия долга, продиктованного человечеством.
Движение считает, что либерально-демократические общества — не лучшие формы политических систем, а лучшие из существующих в мире. Поэтому движение считает, что необходимо внести некоторые изменения в демократическую гражданскую систему в сирийском обществе соразмерно потребностям и потребностям этого общества.
Движение верит в примирение Сирии с её географическим окружением и хорошие отношения со всеми соседними странами. Это видение проистекает из того факта, что важное географическое положение Сирии является точкой соприкосновения Азии и Африки с двумя европейскими странами.
Движение принимает в свои члены всех тех, кто имеет сирийское гражданство и кто верит в подход движения, согласно которому возраст соответствует законам и конституциям, разрешенным гражданам участвовать в избирательных процессах и демократии.

## Мероприятия
- В мае 2015 года движение участвовало в митингах сирийской оппозиции в Астане и принятии итоговой декларации, в которой говорилось о важности политического решения в Сирии[7][8][9].
- В апреле 2016 года движение участвовало в Женевских встречах Организации Объединённых Наций с целью достижения политического решения в Сирии[10].
- В сентябре 2016 года глава движения Ранда Кассис участвовал во встречах оппозиции с заместителем министра иностранных дел России и посланником России на Ближнем Востоке в Москве для обсуждения результатов консультаций в Астане[11].
- В мае 2017 года специальный посланник Организации Объединённых Наций Стаффан де Мистура встретился с президентом Движения плюралистического общества Рандой Кассис, чтобы обсудить ухудшающуюся ситуацию в Сирии, растущие гуманитарные проблемы и попытку найти политическое решение[4].
- В феврале 2019 года глава движения встретился с Фабьеном Бауссартом, главой Центра политических и международных отношений, и с министром иностранных дел Казахстана Бейбутуом Атамкуловым[12].
- В марте 2019 года глава движения Ранда Кассис встретился с Джоэлем Рейберном, заместителем помощника госсекретаря США по делам Леванта и специальным посланником США в Сирии, чтобы обсудить шаги по запуску политического процесса в Сирии. Как они обнаружили в ходе дискуссии, они нашли общий язык для начала справедливого политического решения в Сирии[12].